# Вайнер, Дженнифер
Дже́ннифер А́гнес Ва́йнер (англ. Jennifer Agnes Weiner; 28 марта 1970, Де-Риддер) — американская писательница.

## Биография
Дженнифер Агнес Вайнер родилась 28 марта 1970 года в Де-Риддере (штат Луизиана, США) в семье военного врача. Родители Дженнифер развелись в 1986 года, а позже её 55-летняя мать признала, что она лесбиянка. У Вайнер есть два старших брата и младшая сестра (род. 1971).
Дженнифер начала свою карьеру в начале 1990-х годов. В 1992 году впервые история Вайнер, «Дежурство», была опубликована в журнале «Seventeen». Её дебютная книга «Хорош в постели»  вышла в 2001 году.
В 2001—2010 годы Дженнифер была замужем за адвокатом Адамом Бониным. У бывших супругов есть две дочери — Люси Джейн Бонин (род. 2003) и Фиби Пёрл Бонин (род. 30.11.2007). С 16 марта 2016 года Вайнер замужем за второй раз за писателем Биллом Сайкеном.